# Św. Łukasz malujący Madonnę

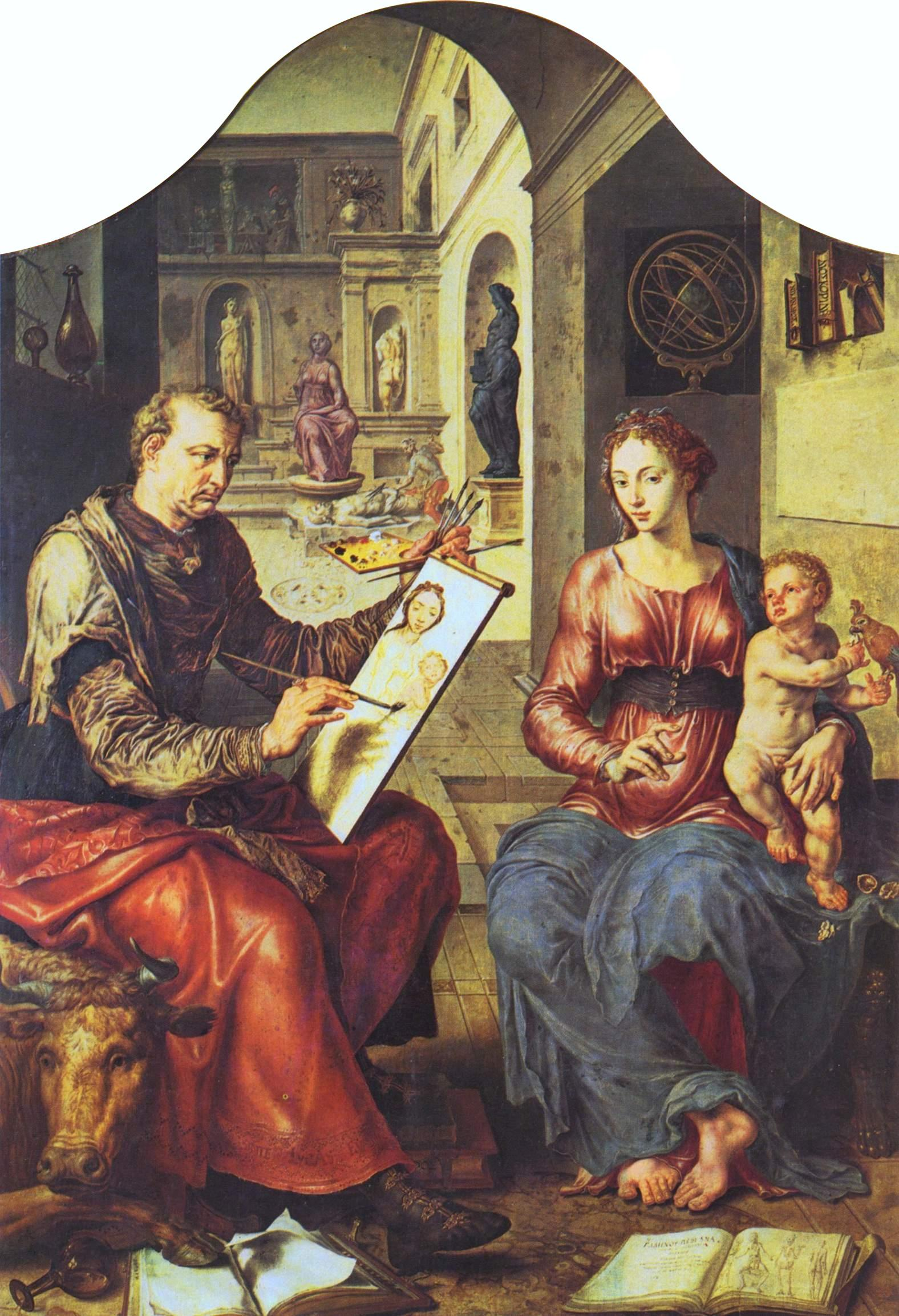
Św. Łukasz malujący Madonnę, wersja z 1538-40, obecnie w Muzeum Sztuk Pięknych w Rennes

Św. Łukasz malujący Madonnę (niderl. De heilige Lucas schildert de Madonna) – obraz olejny niderlandzkiego malarza Martena Heemskerka.

## Proweniencja
Dzieło powstało w 1532 r. i zostało podarowane gildii św. Łukasza w Haarlemie. Artysta wybierał się na kilka lat do Włoch i prosił, by obraz został umieszczony w jednym z ołtarzy kościoła św. Bawona w Haarlemie. Obecnie praca znajduje się w haarlemskim Frans Hals Museum.

## Opis obrazu
Heemskerk przedstawił św. Łukasza malującego Madonnę z Dzieciątkiem. Był to popularny motyw w XV i XVI wieku, przedstawiający świętego i patrona malarzy. Podobne prace często zdobiły kaplice należące do cechów zrzeszających artystów.
Obraz nawiązuje do popularnej w średniowieczu Złotej legendy, według której Madonna kilkakrotnie objawiła się Łukaszowi. Do portretu świętego pozował, według przekazów, piekarz z Haarlemu. Został przedstawiony z pędzlem i paletą w dłoniach, siedzący na wytwornym krześle udekorowanym płaskorzeźbą przedstawiającą byka, atrybut świętego Łukasza. Głowę malarza zdobi czerwona czapka, na nosie ma binokle. Malowany obraz umieszczony został na ekstrawaganckiej sztaludze ozdobionej rzeźbą ludzkiej twarzy. Za plecami świętego stoi potężnie zbudowany mężczyzna z wieńcem laurowym na głowie i uniesioną lewą ręką, który prawdopodobnie symbolizuje Natchnienie.
Madonna z Dzieciątkiem znajdują się po lewej stronie obrazu na marmurowym podeście. Ich postacie oświetla anioł trzymający pochodnię. Maria przedstawiona została jako młoda i piękna kobieta, w lewej ręce trzyma krzyż. Postać Jezusa jest niezwykła, dziecko ma uniesione w zdecydowanym geście ręce do góry, a jego nagie ciało wydaje się być silne i umięśnione jak u dorosłego mężczyzny. Kolejnym niespotykanym elementem jest przedstawienie nogi krzesła, na którym siedzi Maria. Zostało ono udekorowane rzeźbą ludzkiej twarzy i ptasiego, potężnego szponu. Na marmurowym podeście znajduje się przypięty arkusz papieru z wierszowanym podziękowaniem dla autora obrazu od członków cechu.
Tło obrazu jest neutralne i pozbawione dekoracji. Jego kompozycja i pewna deformacja postaci może świadczyć, że w zamiarze autora obraz miał być zawieszony na dużej wysokości.
Inna wersja Św. Łukasza malującego Madonnę stworzona po powrocie malarza z pięcioletniego pobytu we Włoszech znajduje się w Muzeum Sztuk Pięknych (Musée des Beaux-Arts) w Rennes we Francji.